# Tornos kerrvillaria
Tornos kerrvillaria är en fjärilsart som beskrevs av Samuel E. Cassino och Louis W. Swett 1922. Tornos kerrvillaria ingår i släktet Tornos och familjen mätare. Inga underarter finns listade i Catalogue of Life.